# Astrid Wallrabenstein
Astrid Wallrabenstein (geboren 10. November 1969 in Münster) ist eine deutsche Rechtswissenschaftlerin, Hochschullehrerin und Richterin des Bundesverfassungsgerichts.

## Leben und Wirken
Astrid Wallrabenstein, deren Vorfahren aus Ungarn kommen, studierte Jura an den Universitäten Münster und Freiburg. Sie absolvierte ihr Referendariat im Bezirk des Landgerichts Darmstadt.
In den Jahren 1997/1998 und 2001 bis 2008 war sie wissenschaftliche Mitarbeiterin an der Professur für Öffentliches Recht und Wissenschaft von der Politik bei Brun-Otto Bryde an der Justus-Liebig-Universität Gießen. 1999 promovierte sie dort mit einer Arbeit zum Thema Das Verfassungsrecht der Staatsangehörigkeit.
Zwischen 2001 und 2008 war sie als Rechtsanwältin am Landgericht Darmstadt zugelassen. Während dieser Zeit vertrat sie unter anderem 2005 den Bund der Versicherten vor dem Bundesverfassungsgericht und erreichte, dass Versicherungskunden von Lebensversicherungen eine Beteiligung an den Bewertungsreserven der Versicherer zugesprochen wurde.
2008 habilitierte sich Wallrabenstein an der Justus-Liebig-Universität Gießen zu dem Thema Versicherung im Sozialstaat. Zwischen Mai 2008 und September 2010 war sie Inhaberin des Lehrstuhls für Öffentliches Recht, Bildungsrecht und Recht der sozialen Sicherung an der Universität Bielefeld. Seit Oktober 2010 hat sie als Nachfolgerin von Ingwer Ebsen die Professur für Öffentliches Recht mit Schwerpunkt Sozialrecht an der Johann Wolfgang Goethe-Universität Frankfurt am Main inne. Bis 2020 war sie Geschäftsführende Direktorin des Instituts für Europäische Gesundheitspolitik und Sozialrecht (ineges). Einer ihrer Forschungsschwerpunkte liegt im Recht der gesetzlichen Krankenversicherung. Sie ist Mitherausgeberin der Schriften zur Gesundheitspolitik und zum Gesundheitsrecht des Instituts und der Frankfurter Abhandlungen zum Sozialrecht, die jeweils im Verlag Peter Lang erscheinen.
Seit 2012 ist sie zudem Mitglied des Sozialbeirats der Bundesregierung. Ab 2013 bekleidete sie eine Richterstelle am Hessischen Landessozialgericht. Im Jahr 2013 wurde sie jeweils als Mitglied in den BAföG-Beirat der Bundesregierung und in den Rat für Migration berufen. 2014 war sie Prozessbevollmächtigte für Bündnis 90/Die Grünen und Die Linke bei einer Organklage vor dem Bundesverfassungsgericht, die das Ziel hatte, dass Edward Snowden durch den NSA-Untersuchungsausschuss in Berlin vernommen werden könne. Der Antrag wurde Ende 2014 als unzulässig verworfen. Im Zeitraum 2018–2021 war Astrid Wallrabenstein Goethe-Fellow am Forschungskolleg Humanwissenschaften Bad Homburg mit dem Projekt „Migration und Gerechtigkeit im Sozialstaat“. Daneben engagiert sie sich für den Verein zur Förderung des Sozialrechts.
Wallrabenstein wurde im Frühjahr 2020 von Bündnis 90/Die Grünen zur Nachfolge von Andreas Voßkuhle als Richterin des Bundesverfassungsgerichts vorgeschlagen und am 15. Mai 2020 vom Bundesrat einstimmig gewählt. Mit Ernennung durch den Bundespräsidenten am 22. Juni 2020 wurde sie Richterin des Zweiten Senats. Sie ist dort insbesondere für das Strafrecht und das Wahlrecht zuständig und war Berichterstatterin zu den Verfahren zur Wiederaufnahme in Strafsachen und für die Wahlrechtsreform der Ampelkoalition.
Am 12. Januar 2021 wurde ein Befangenheitsantrag von Peter Gauweiler gegen Astrid Wallrabenstein vom Zweiten Senat des Bundesverfassungsgerichts für begründet erklärt. Gauweiler, der im Mai 2020 vor dem Bundesverfassungsgericht aufgrund des Urteils vom 5. Mai 2020 erfolgreich gegen das PSPP-Wertpapierkaufprogramm der Europäischen Zentralbank (EZB) vorgegangen war, bezog sich in seinem vom Senat mit Gegenstimmen angenommenen Antrag auf Interviews, die Wallrabenstein in der Zeit zwischen ihrer Wahl und ihrer Ernennung zur Verfassungsrichterin der Frankfurter Allgemeinen Sonntagszeitung gegeben hatte.
Astrid Wallrabenstein ist verheiratet und hat zwei Kinder. Sie spricht fließend Ungarisch.

## Schriften (Auswahl)
- Das Verfassungsrecht der Staatsangehörigkeit. Nomos, Baden-Baden 1999, ISBN 978-3-7890-6287-2 (Zugl.: Gießen, Univ., Diss., 1999).
- Versicherung im Sozialstaat. In: Jus Publicum. Nr. 186. Mohr Siebeck, Tübingen 2009, ISBN 978-3-16-149725-4 (Zugl.: Gießen, Univ., Habil.-Schr., 2008).